# آناتولی آلبول
آناتالوی آلبول (روسی: Анатолий Михайлович Албул؛ ۱ ژوئن ۱۹۳۶ – ۱۳ اوت ۲۰۱۳) کشتی‌گیر اهل اتحاد جماهیر شوروی سوسیالیستی بود. او در لنینگراد به دنیا آمد. او برنده مدال برنز المپیک در کشتی آزاد در سال ۱۹۶۰ بود که برای اتحاد جماهیر شوروی مسابقه می‌داد. او در مسابقات قهرمانی کشتی جهان ۱۹۶۳ مدال نقره گرفت.